# قايدو ملتستا
قايدو ملتستا (بالإيطالية: Guido Malatesta)‏ هو كاتب سيناريو ومخرج إيطالي، ولد في 2 أكتوبر 1919 في غالاراتي في إيطاليا، وتوفي في 14 يونيو 1970 في روما في إيطاليا.

## وصلات خارجية
- قايدو ملتستا على موقع IMDb (الإنجليزية)
- قايدو ملتستا على موقع ألو سيني (الفرنسية)
- قايدو ملتستا على موقع أول موفي (الإنجليزية)
- قايدو ملتستا على موقع قاعدة بيانات الأفلام السويدية (السويدية)
- قايدو ملتستا على موقع قاعدة بيانات الفيلم (الإنجليزية)
- قايدو ملتستا على موقع كينوبويسك (الروسية)